# Jaguar I-Pace eTrophy
Jaguar I-Pace eTrophy fue un campeonato monomarca internacional de automovilismo que compitió como apoyo de las carreras de Fórmula E. El vehículo fue el I-Pace eléctrico de Jaguar Cars.
Fue anunciada en septiembre de 2017 en el Salón del Automóvil de Fráncfort por Gerd Mäuser, presidente de Jaguar, como la primera categoría de automóviles de producción eléctricos de nivel internacional.
Todas las carreras del campeonato se disputaban en ePrix de Fórmula E y tenían una duración menos a 30 minutos. Había dos categorías: Pro y Pro-Am. Además, en cada ronda contaba con uno o dos pilotos invitados.
El brasileño Sérgio Jimenez fue el campeón de la primera edición en la clase Pro con tres victorias, mientras que Bandar Alesayi ganó la clase inferior. Simon Evans ganó el título Pro y Fahad Algosaibi el Pro-Am de la segunda temporada.

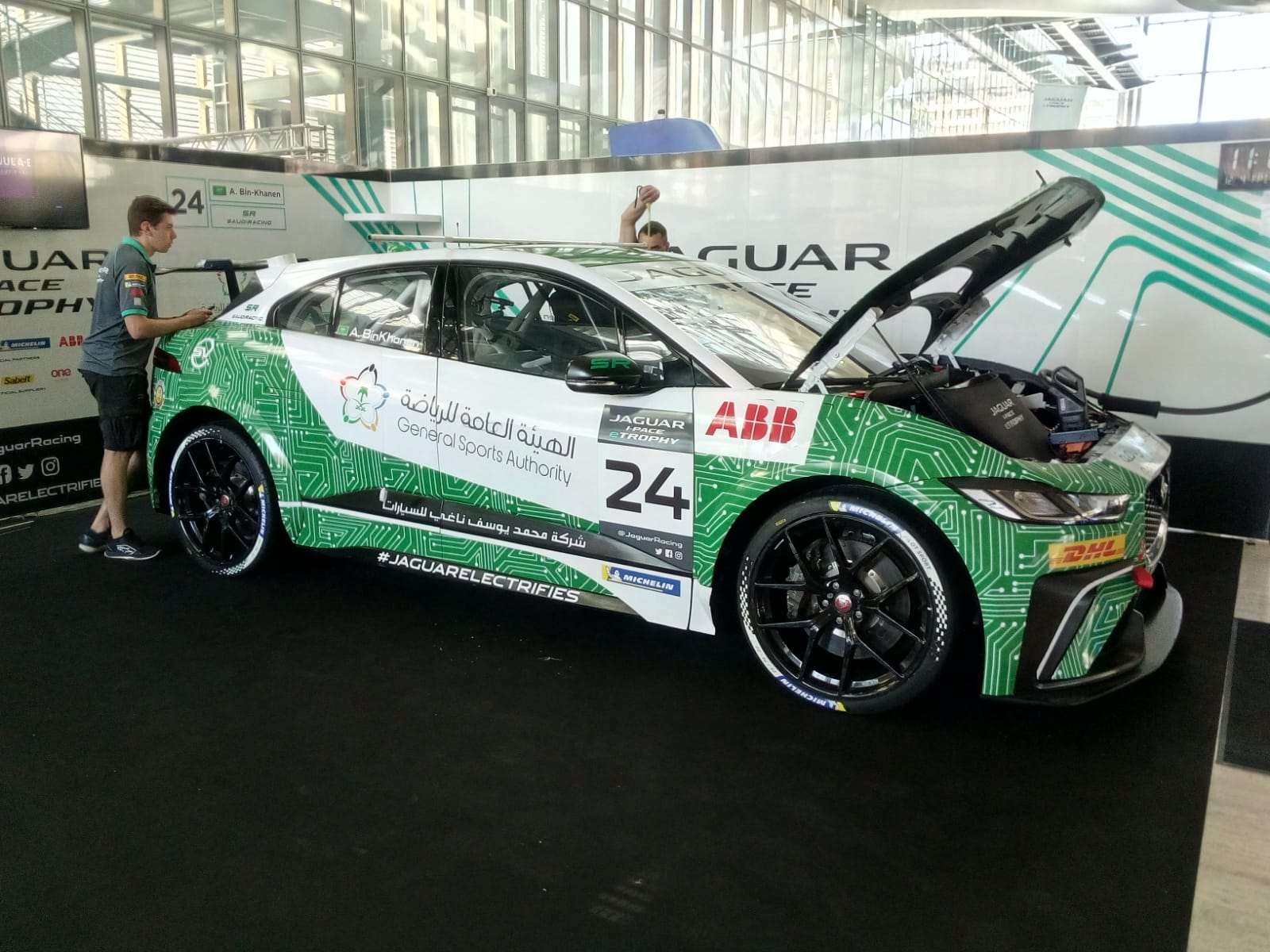
Un Jaguar I-Pace del campeonato.

## Campeones
| Año     | Piloto                                      |
| ------- | ------------------------------------------- |
| 2018-19 | Sérgio Jimenez (Pro) (Jaguar Brazil Racing) |
| 2018-19 | Bandar Alesayi (Pro-Am) (Saudi Racing)      |
| 2019-20 | Simon Evans (Pro) (Team Asia New Zealand)   |
| 2019-20 | Fahad Algosaibi (Pro-Am) (Saudi Racing)     |
| Fuente: |                                             |